# 율리시스 무어
《율리시스 무어》(Ulysses Moore)는 피에르도메니코 바칼라리오의 판타지소설이다. 2007년에 전 6권으로 완결된 뒤, 추가된 주인공과 새로운 모험으로 다시 출간되었다.
총 1권부터 2-2권까지 14권의 시리즈로 구성되어 있으며, 그 이야기는 허구적인 마을인 킬모어 코브에서 벌어진다.

## 시리즈
- 제 01권 율리시스 무어 시간의 문
- 제 02권 율리시스 무어 사라진 지도들의 가게
- 제 03권 율리시스 무어 거울의 집
- 제 04권 율리시스 무어 가면의 섬
- 제 05권 율리시스 무어 영원한 젊음
- 제 06권 율리시스 무어 첫 번째 열쇠
- 제 07권 율리시스 무어 숨겨진 도시
- 제 08권 율리시스 무어 번개의 여신
- 제 09권 율리시스 무어 어둠 속의 미궁
- 제 10권 율리시스 무어 얼음의 아가티
- 제 11권 율리시스 무어 재의 정원
- 제 12권 율리시스 무어 상상의 여행자 클럽
- 제 2-1권 율리시스 무어 시간의 배
- 제 2-2권 율리시스 무어 검은 항구

시리즈들의 주요 배경이 되는 킬모어 코브라는 영국 콘윌에 위치한 허구적인 마을이다. 하지만, 몇몇의 주인공들이 시간의 문을 여행하면서 그 모험들은 또한 평행하게 다른 시대에서 일어나기도 한다. 그 마을은 다른 세계로부터 무명이 되어있고 지도에 나타나 있지 않다. 이것은 상상 속 여행자의 시간의 문을 지키려는 노력의 결과이다.

## 시간의 문들
열두개의 책들은 이 시간의 문과 그것들의 열쇠에 초점을 맞추고 있다. 그 마을 주위에는 몇 개의 시간의 문들이 퍼져있고, 각각을 열기 위해서는 각 문에 맞는 독특한 열쇠들이 필요하다. 그것들이 열렸을 때, 그것은 먼 시간과 각 문마다 다른 자세한 장소로 이끌 것이다. 그리고 이것은 모든 여행자들이 돌아왔을 때 열릴 수 있다. 혹은 적어도 문을 지났던 사람들과 같은 수의 사람들이 돌아와야 한다. 하지만 빌라 아르고의 문은 여행자가 원하는 장소로 어디든지 데려다 줄 수 있다. 이 때에 그 장소는 한 장소로 제한되지 않는다. 하지만 그 문을 열기 위해서는 특별한 패턴이 새겨진 4개의 열쇠가 필요하다. 그 문은 강과 여행자들을 원하는 목적지로 데려다 주었던 "메티스"라는 이름의 배가 있는 동굴로 이끈다.
현재까지 1~2-2권까지 한국어로 번역되어 책이 나왔다.

## 주요 등장인물
- 율리시스 무어는 페넬로페 무어와 결혼을 했다. 그는 빌라 아르고의 전 주인이다. 6권의 마지막 부분에 가까워지면, 정원사인 네스터가 사실은 마을 사람들로부터 방해를 받기 싫어하는 율리시스 무어라는 것이 밝혀진다. 그의 아내가 죽고 난 후부터는, 그것을 이유로 그런 속임수를 항상 사용하게 된다.
- 페넬로페 무어는 율리시스의 아내이다. 그는 베네치아로의 여행 중에 그녀를 만났다. 그리고 그녀와 사랑에 빠졌다. 본명은 페넬로페 사우리이다. 율리시스 무어의 아버지가 베네치아로 가서 사는대신 페넬로페 무어가 킬모어 코브에서 살게 되었다. 그후 절벽에서 추락사 한 것으로 알려져 있었으나 사실은 피터 다이달로스가 만든 열기구를 타고 시간의 문턱을 넘어 미궁으로 간 것으로 알려졌다.
- 레오나르도 미나소는 마을의 등대 지기이다. 그는 또한 상상의 여행자들의 클럽에 율리시스 무어와 함께 소속되어 있다. 6권의 마지막에 가까워 지면 그가 도서관 사서인 칼립소에 비밀스러운 열정을 가지고 있다는 것이 밝혀진다.

## 등장인물
- 제이슨 커버넌트
- 줄리아 커버넌트
- 릭 배너
- 아니타 블룸
- 마루크
- 리고베르토(잔니 사제)
- 톰마소 스트람비
- 네스터(율리시스 무어)
- 페넬로페 무어
- 플린트 사촌형제
- 에코
- 말라리우스 보이니치
- 제피로
- 가위형제
- 마지막 여인
- 베아트리체 마리넬리 블룸
- 로버트 블룸
- 빅터 블랙 볼케이노

오블리비아 뉴턴의 아버지
- 쿼티
- 치르체 데 브릭스
- 프랭크 J. 호머
- 스텔라 에반스
- 번역가
- 비비아나 보이니치
- 자폰
- 피레스
- 졸고있는 프레드
- 오블리비아 뉴턴
- 만프레드
- 스텔라 에반스
- 스펜서 선장
- 레오나르도 미나소
- 칼립소 부인
- 커버넌트 씨
- 커버넌트 부인
- 그웬달린
- 닥터 보웬
- 보웬 부인
- 호머
- 존두
- 우르수스 마리에트 교장
- 피터 다이달로스
- 머레이
- 셰인
- 코너
- 브레이디 형제
- 프랭크 교수
- 갈리피 교수